# The Stones in the Park
The Stones in the Park je televizní film režisérů Leslie Woodheada a Jo Durden-Smitha. Jedná se o záznam koncertu skupiny The Rolling Stones, která vystoupila 5. července 1969 v londýnském Hyde parku na památku zesnulého kytaristy Briana Jonese. Jones zemřel pouhé 2 dny před koncertem. Vstup byl zdarma a přilákal asi 500 000 diváků. Jednalo se zároveň o první vystoupení kytaristy Micka Taylora se skupinou.
Ve filmu se kromě koncertu také objevují záběry ze zákulisí, dění v parku. Rozhovor s Mickem Jaggerem, s místním motorkářským gangem Hells Angels i fanoušky.

## Písně
1. "Midnight Rambler"
2. "(I Can't Get No) Satisfaction"
3. "I'm Free"
4. Adonais (báseň od P. B. Shelleyho)
5. "I'm Yours & I'm Hers" (Johnny Winter)
6. "Jumpin' Jack Flash"
7. "Honky Tonk Women"
8. "Love in Vain" (Robert Johnson)
9. "Sympathy for the Devil"